# Începutul (Samurai Jack)
Începutul este primul episod al serialului de desene animate Samurai Jack.

## Subiect
Cu ocazia unei eclipse de Soare, Răul renaște din pământul unde era îngropat.
Un împărat îi povestește fiului său cum a învins Răul cu ajutorul unei săbii fermecate, făurită de către trei călugări înzestrați cu puteri magice. De atunci, împărăția și-a recăpătat prosperitatea. Dar deodată, Răul (Aku) își face apariția și învinge rezistența oștenilor, căci nicio armă nu îl poate răni, cu excepția sabiei fermecate. Împăratul se repede la sabie, dar este capturat de Aku înainte de a o putea ajunge. Cu ultimele cuvinte, îi lasă Împărătesei sarcina de a duce la îndeplinire planul pe care îl puseseră la cale dinainte, pentru eventualitatea reîntoarcerii Răului. Împărăteasa ia sabia și pe copil și fuge cu o barcă din orașul în flăcări.
Barca fugarilor întâlnește curând o corabie negustorească și Împărăteasa își încredințează fiul marinarilor. Începe pentru micuț o călătorie inițiatică, în timpul căreia va crește și va învăța lucruri noi de la tot felul de oameni. Este o călătorie anacronică, în cursul căreia fiul de Împărat cunoaște felurite civilizații.
De la marinari, copilul învață să navigheze după stele. Negustorii îl predau unui emir arab, care îl învață să călărească. Emirul îl duce apoi în Africa la un șef de trib care îl învață să lupte cu bățul. Acesta îl predă unui învățat egiptean, care îl învață să scrie. De aici ajunge la Roma, unde învață de la gladiatori lupta corp la corp. Apoi îl întâlnește pe Robin Hood în pădure, de la care învață să tragă cu arcul. Apoi învață secretele marinăriei de la vikingi, să arunce cu toporul la ruși, să arunce sulița din goana calului la mongoli, după care se antrenează cu călugării șaolin. În cele din urmă ajunge într-un templu budist, unde își revede mama, îmbătrânită, care îi înmânează sabia fermecată. Copilul de odinioară este acum un tânăr în floarea vârstei, un adevărat samurai.
Între timp, Aku pusese stăpânire pe împărăție, înrobind poporul. Un bătrân trudește din greu într-o mină, alături de alți năpăstuiți, suferind persecuții din partea gărzilor lui Aku. Deodată, samuraiul apare și îi distruge pe paznici. Bătrânul cu pricina se dovedește a fi chiar Împăratul. Samuraiul promite că-l va învinge pe Aku și pleacă să-l înfrunte.
Lupta dintre cei doi are loc în palatul de flăcări al lui Aku. Acesta își poate schimba forma după voie, iar în timpul înfruntării se transformă pe rând în tot felul de arătări, printre care scorpion, caracatiță, berbec sau pasăre. În cele din urmă însă, samuraiul îl străpunge mortal cu sabia. Dar lungit la pământ, cu o ultimă sforțare, Aku deschide un portal temporal și îl trimite pe samurai în viitor.